# Деррис
Де́ррис (лат. Dérris) — род вьющихся растений семейства бобовые, произрастающих в Юго-Восточной Азии и на островах юго-западной части Тихого океана, включая Новую Гвинею. Их корни содержат ротенон, сильный инсектицид и рыбный яд.

## Хозяйственное значение и применение
Также известные под именами деррисовый порошок и туба-корень, корни этих растений использовалась в качестве органических инсектицидов для борьбы с вредителями таких культур, как горох. Однако в результате исследования, обнаружившего его крайнюю токсичность, а также из-за высокой концентрации ротенона, эксперты по экологическому и органическому садоводству перестали считать его экологически безопасными. Ротенон тем не менее до сих пор продаётся в США.
Корни растений этого рода при растирании испускают ротенон. Некоторые коренные жители Фиджи и Новой Гвинеи используют это свойство для рыболовства. Раздавив корень, они бросают его в воду. Оглушённая или убитая рыба всплывают на поверхность, где её легко собирать. В Индонезии эти корни называются туба.
Несмотря их токсичность, растениями этого рода питаются гусеницы многих чешуекрылых, включая Batrachedra amydraula.

## Галерея

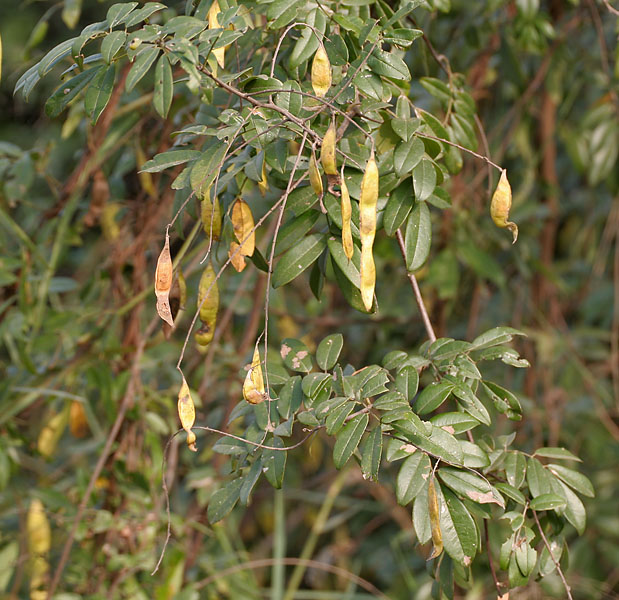
Derris scandens в Хайдарабаде, Индия.
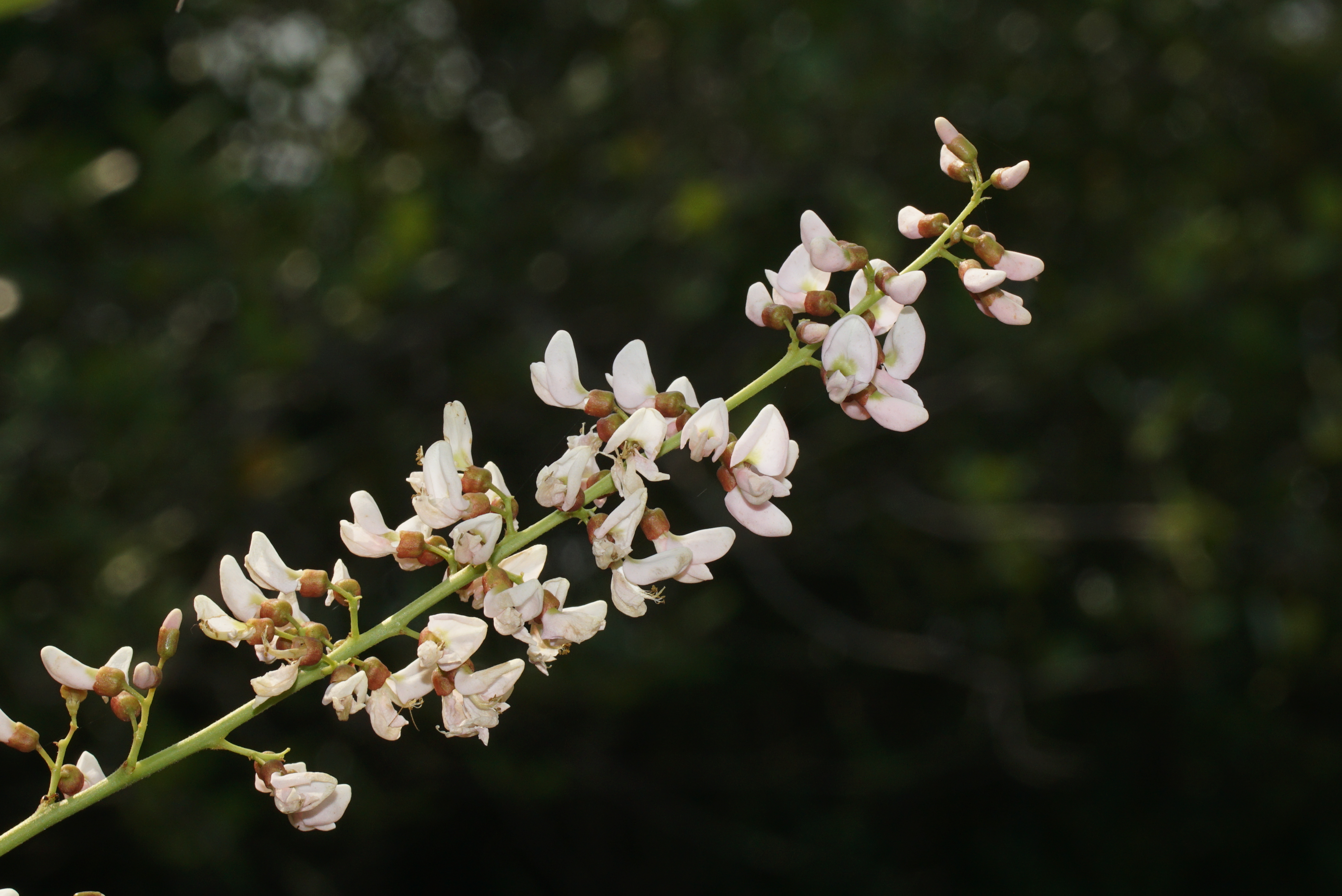
Цветы Derris trifoliata.
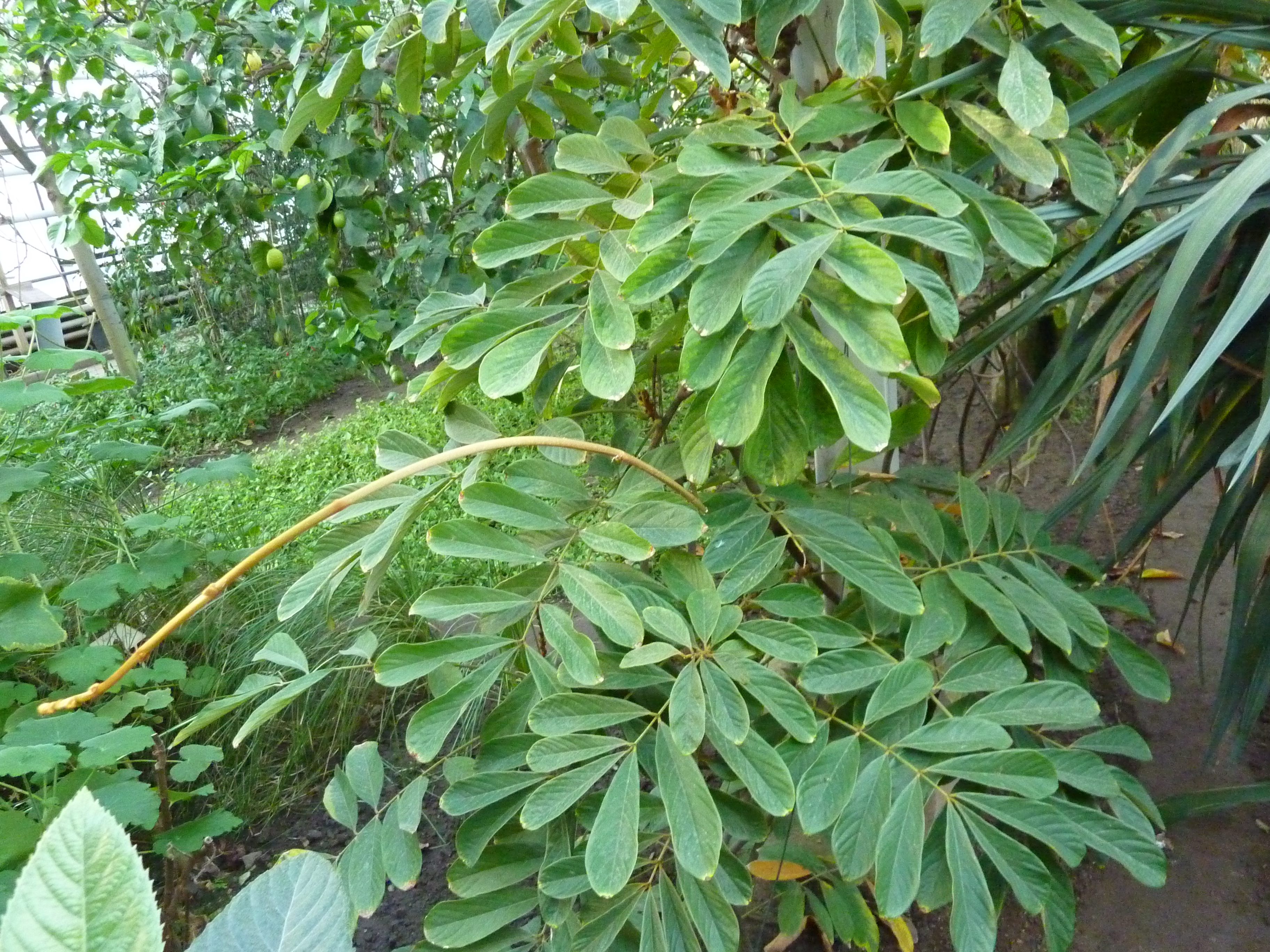
Derris elliptica.
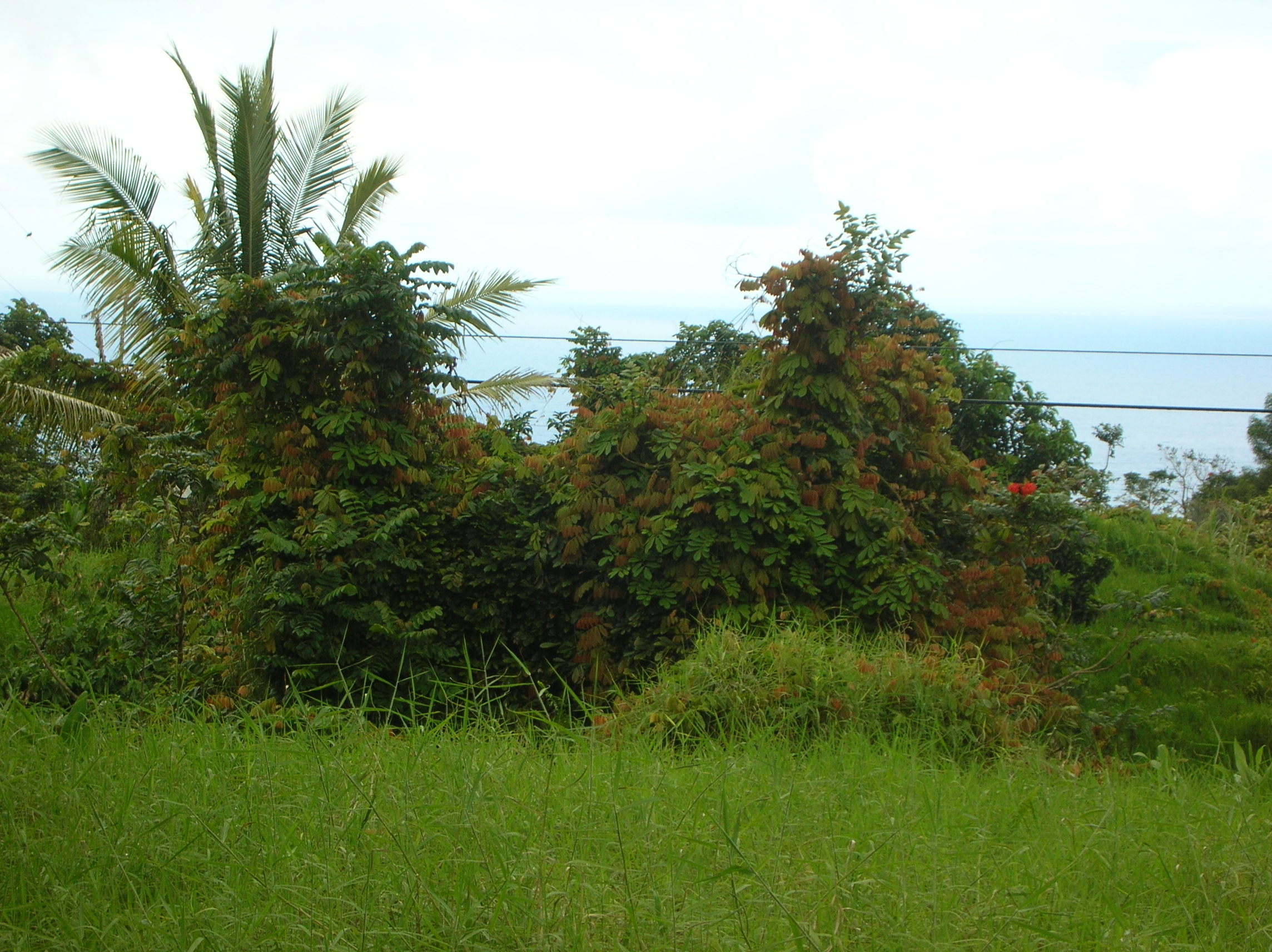
Derris elliptica покрыл собой деревья.
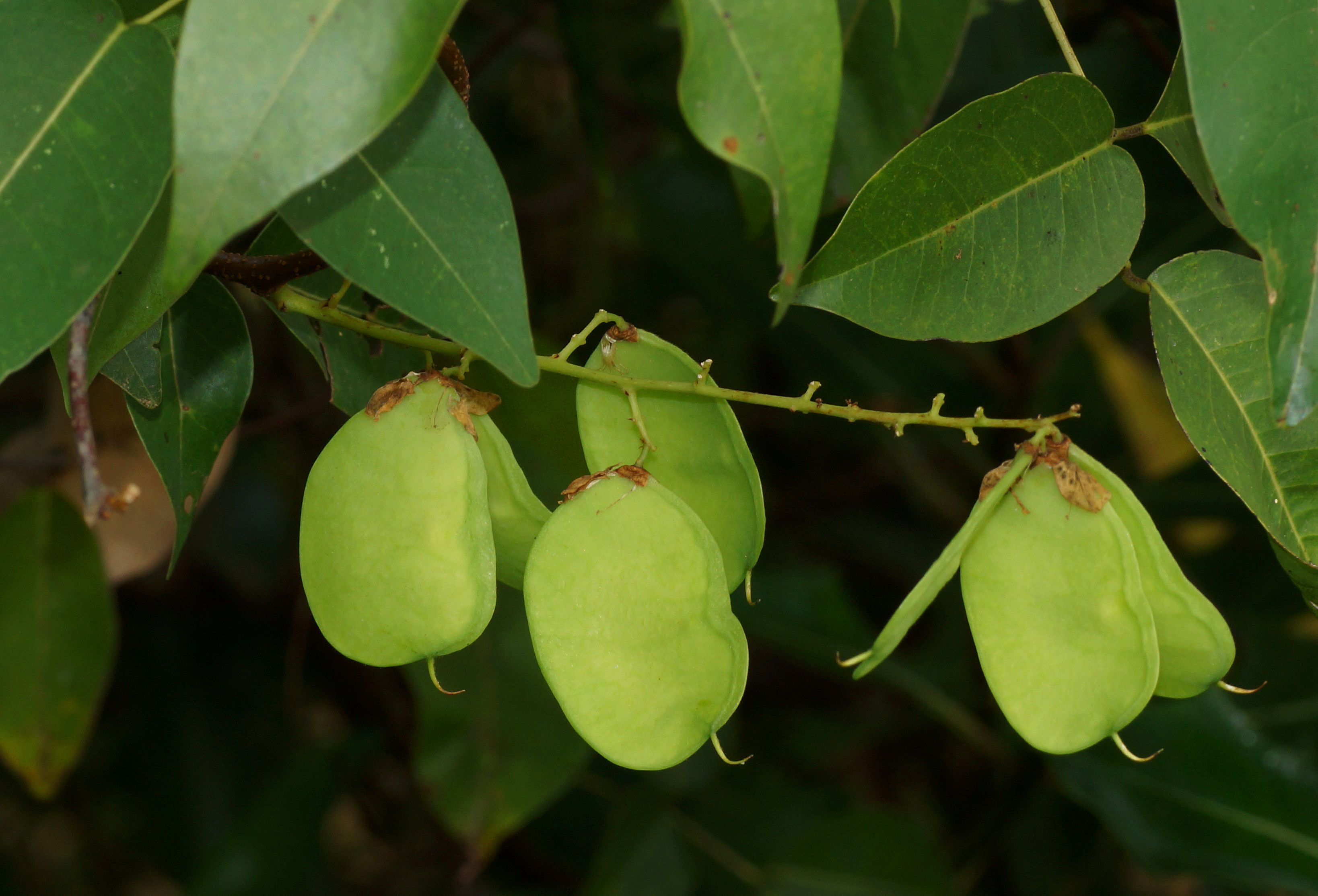
Плоды Derris trifoliata.